# Хорват, Милан
Ми́лан Хо́рват (хорв. Milan Horvat; 28 июля 1919, Пакрац — 1 января 2014, Инсбрук) — хорватский дирижёр, педагог.

## Биография
Учился в Загребской академии музыки как пианист (у Мелиты Лоркович и Светислава Станчича), частным образом изучал дирижирование под руководством Милана Сакса и Фридриха Цауна. Концентрировал как пианист.
В 1946—1951 гг. главный дирижёр Симфонического оркестра Загребского радио. В 1951—1956 гг. возглавлял Оркестр Ирландского радио и дирижировал в оперном театре в Дублине. В 1956—1970 гг. — Загребский филармонический оркестр (одновременно был директором филармонии), в 1969—1975 гг. — Симфонический оркестр Венского радио. В 1970-е гг. Хорват также преподавал в Высшей школе музыки Граца, в дальнейшем возглавлял различные музыкальные институции в Хорватии, а в 1997—2000 гг. — Грацский симфонический оркестр.
Гастролировал во многих странах, в том числе в СССР с 1958 года. Выступал на многих международных музыкальных фестивалях в Лондоне, Праге, Варшаве, Зальцбурге.